# Daulestes
Daulestes és un gènere de mamífers placentaris del Cretaci superior. Pertany al grup dels asiorictiteris i només se n'han trobat fòssils a l'Uzbekistan.